# Тамбов (аеродром)
Тамбов (також Тамбов-Східний, рос. Тамбов-Восточный) — військовий аеродром на західній  околиці міста Тамбов, на ньому базувалась авіабаза Тамбовського ВВАУЛ. На аеродромі також знаходиться стоянка літаків Ту-134УБЛ.
Тамбовське ВВАУЛ імені Марини Раскової було основане в 1931 і підготувало тисячі пілотів, серед яких був Генерал-майор авіації і перший президент Чеченської Республіки Ічкерія Джохар Дудаєв.
ТВВАУЛ було закрито в 1995 .

## Катастрофи та інциденти
- 7 серпня 2017 під час авіашоу розбився легкомоторний літак Як-52. Пілот, 49-літній Олександр Камбаров, загинув[4].

- 6 березня 2018 при заході на посадку на аеродром Хмеймім в Сирії розбився транспортний літак Ан-26 RF-92955 який базувався на аеродромі Тамбов-Східний[5], і належав до 33-го авіаполку (штаб в Левашово). Загинули всі хто був на борту[6][7].